# Sceloenopla dilatata
Sceloenopla dilatata es una especie de insecto coleóptero de la familia Chrysomelidae. Fue descrita científicamente en 1844 por Guérin-Méneville.